# Титан АС
Вижте пояснителната страница за други значения на Титан.
Титан АС ООД е българска компания, със 100% частен капитал, чийто основен бизнес са комуналните услуги. Собственици на компанията са Йоан Йорданов и Кристиян Димитров.

## История
Титан АС е учредена през 1997 година.
От 1999 г. фирмата насочва своите интереси в областта на сметосъбирането и сметоизвозването на твърди битови отпадъци.
Титан АС обслужва сметопочистването на множество общини в България.